# Crocus abantensis
Crocus abantensis es una especie de planta fanerógama del género Crocus perteneciente a la familia de las Iridaceae. Es originaria de Turquía

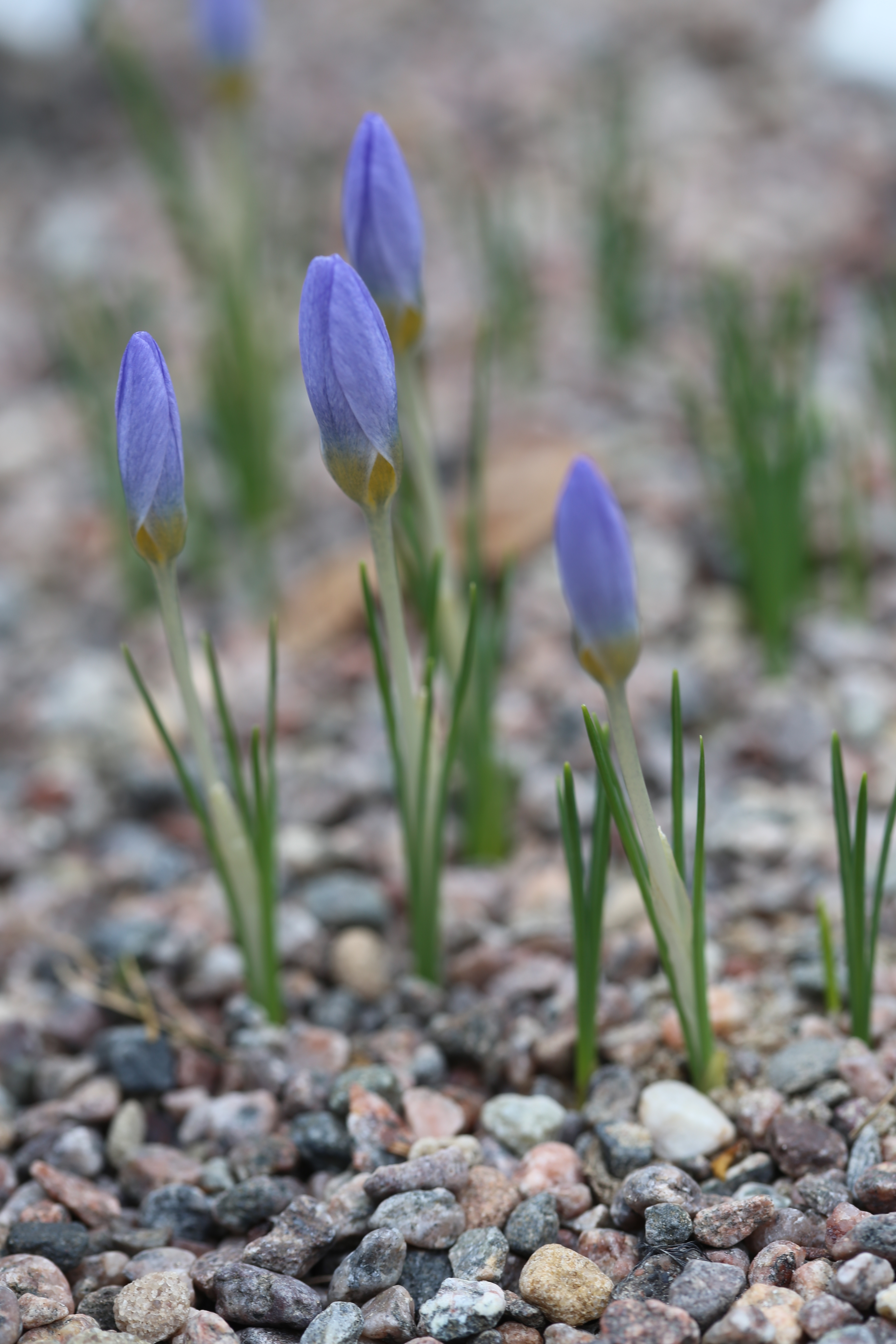
Vista de la planta

## Distribución
Crocus abantensis, crece en prados alpinos en el noroeste de Turquía.

## Taxonomía
Crocus abantensis fue descrita por T.Baytop & B.Mathew y publicado en Kew Bulletin 30: 243. 1975.
Etimología
Crocus: nombre genérico que deriva de la palabra griega:
κρόκος ( krokos ). Esta, a su vez, es probablemente una palabra tomada de una lengua semítica, relacionada con el hebreo כרכום karkom, arameo ܟܟܘܪܟܟܡܡܐ kurkama y árabe كركم kurkum, lo que significa " azafrán "( Crocus sativus ), "azafrán amarillo" o la cúrcuma (ver Curcuma). La palabra en última instancia se remonta al sánscrito kunkumam (कुङ्कुमं) para "azafrán" a menos que sea en sí mismo descendiente de la palabra semita.
abantensis: epíteto